# 西尔万·安德烈
西尔万·安德烈（法語：Sylvain André，1992年10月14日—），法国男子自行车运动员，2018年世界小轮车竞速锦标赛男子精英组金牌得主、2024年夏季奥林匹克运动会男子小轮车竞速银牌得主。